# 대관람차 (영화)
"대관람차"는 2018년에 개봉한 대한민국의 영화이다.

## 캐스팅
- 강두 : 우주 역
- 호리 하루나 : 하루나 역
- 스노우 : 스노우 역
- 지대한 : 대정 역
- 츠지 나기코 : 마미 역
- 스웨히로 유키 : 구리코 역
- 올루 토군 : 빌리 역
- 사토 타카시 : 스즈키 역
- 쿠메 켄지 : 노인 역
- 이치타니 신 : 이치타니 역
- 이윤희 : 안내인 역
- 박태연 : 아이 역
- 사무엘 빈보 : 서양인 역
- 스웨히로 카즈키 : 동물원 직원 역

## 같이 보기
- 2018년 대한민국의 영화 목록